# Weißenbronn

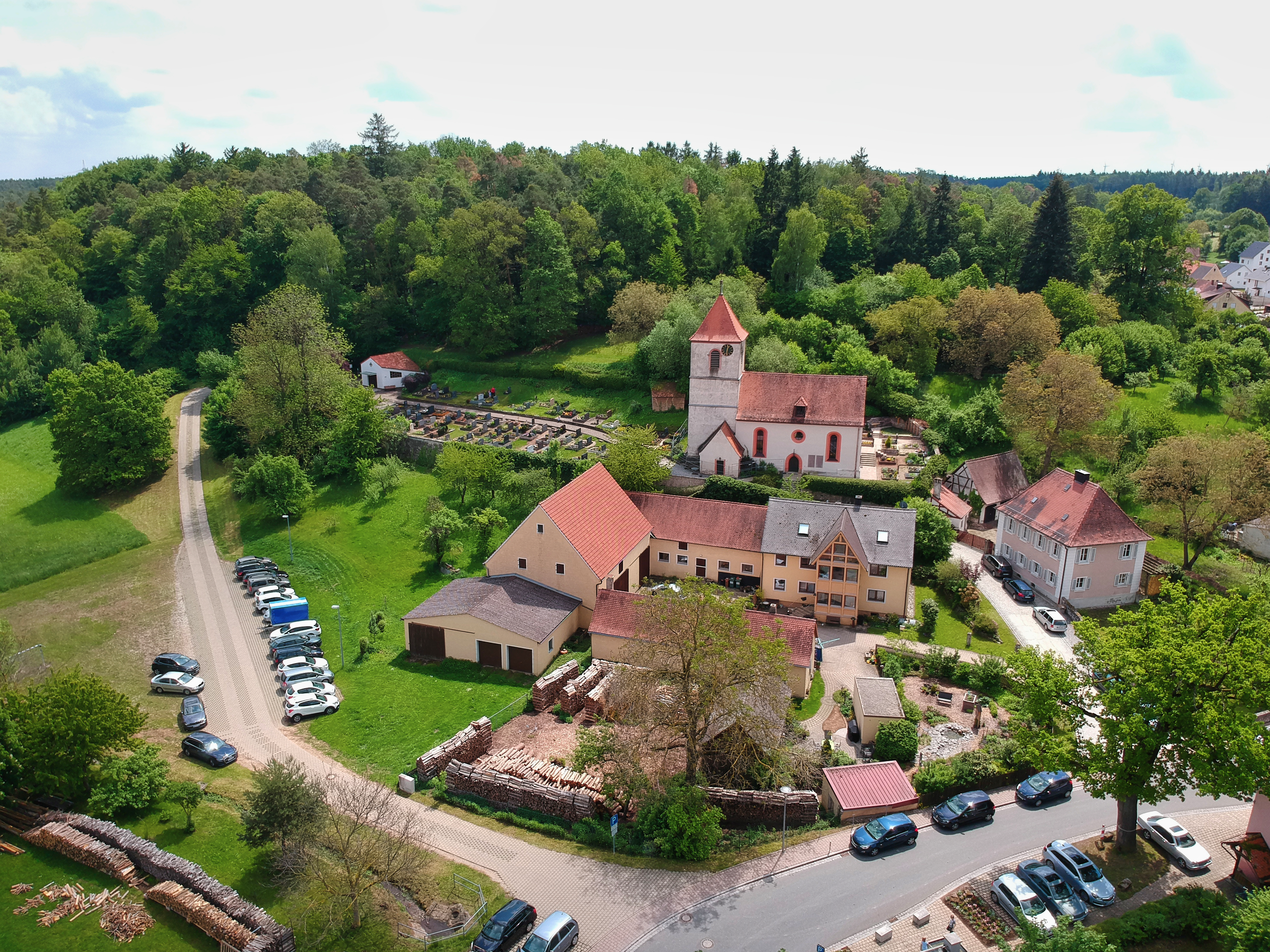
St. Michael (Luftbild)

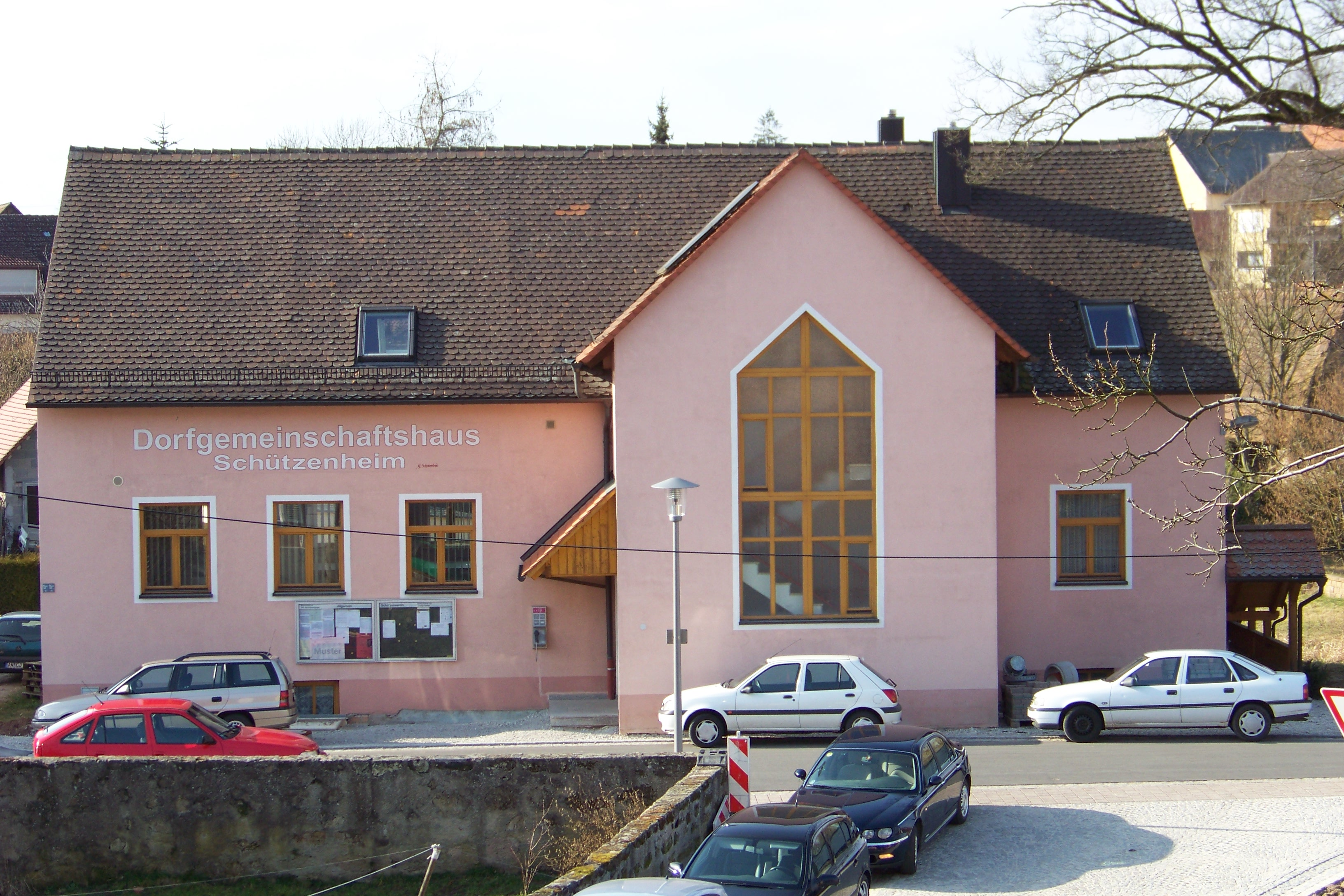
Dorfgemeinschaftshaus

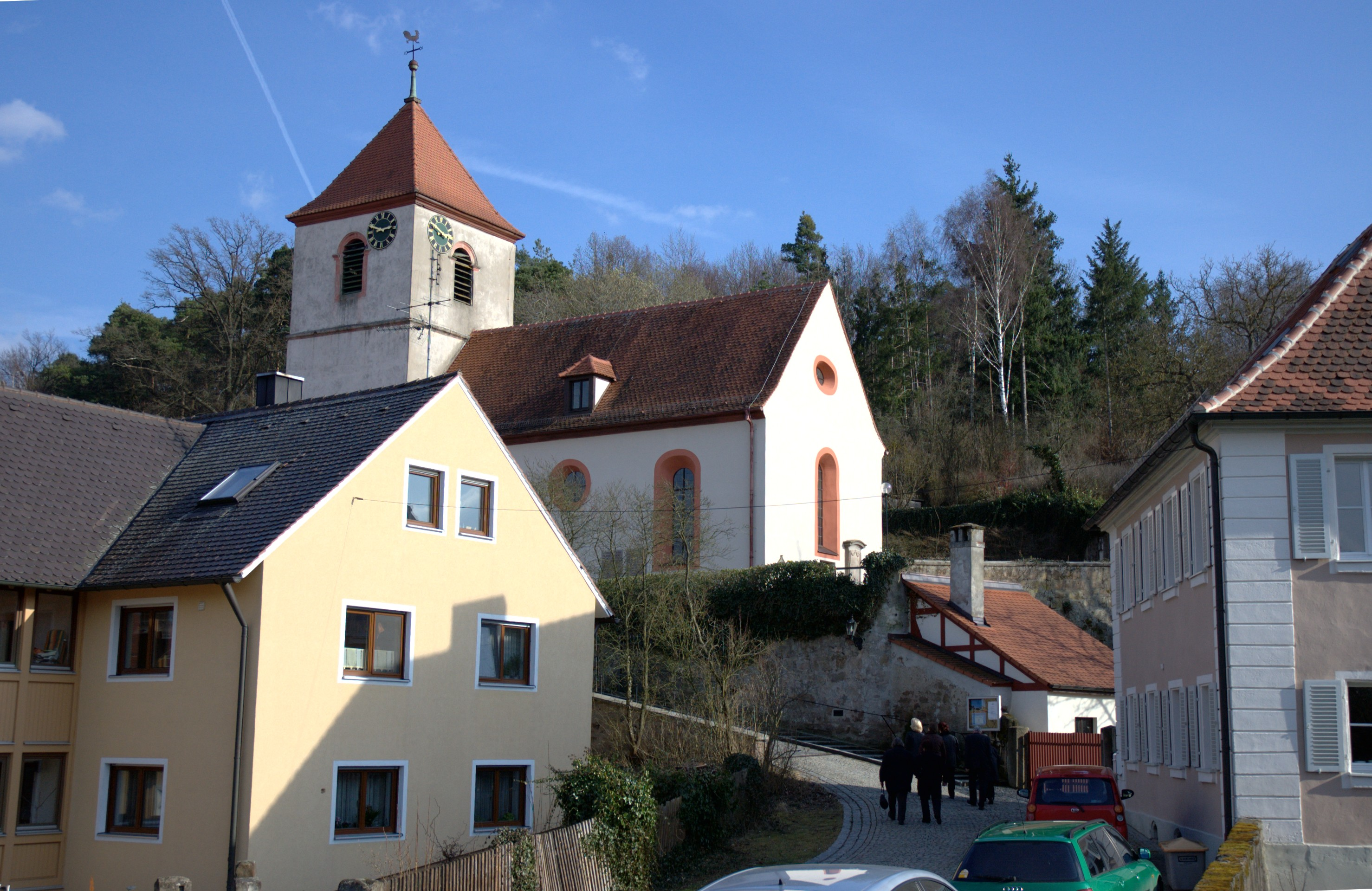
St. Michael

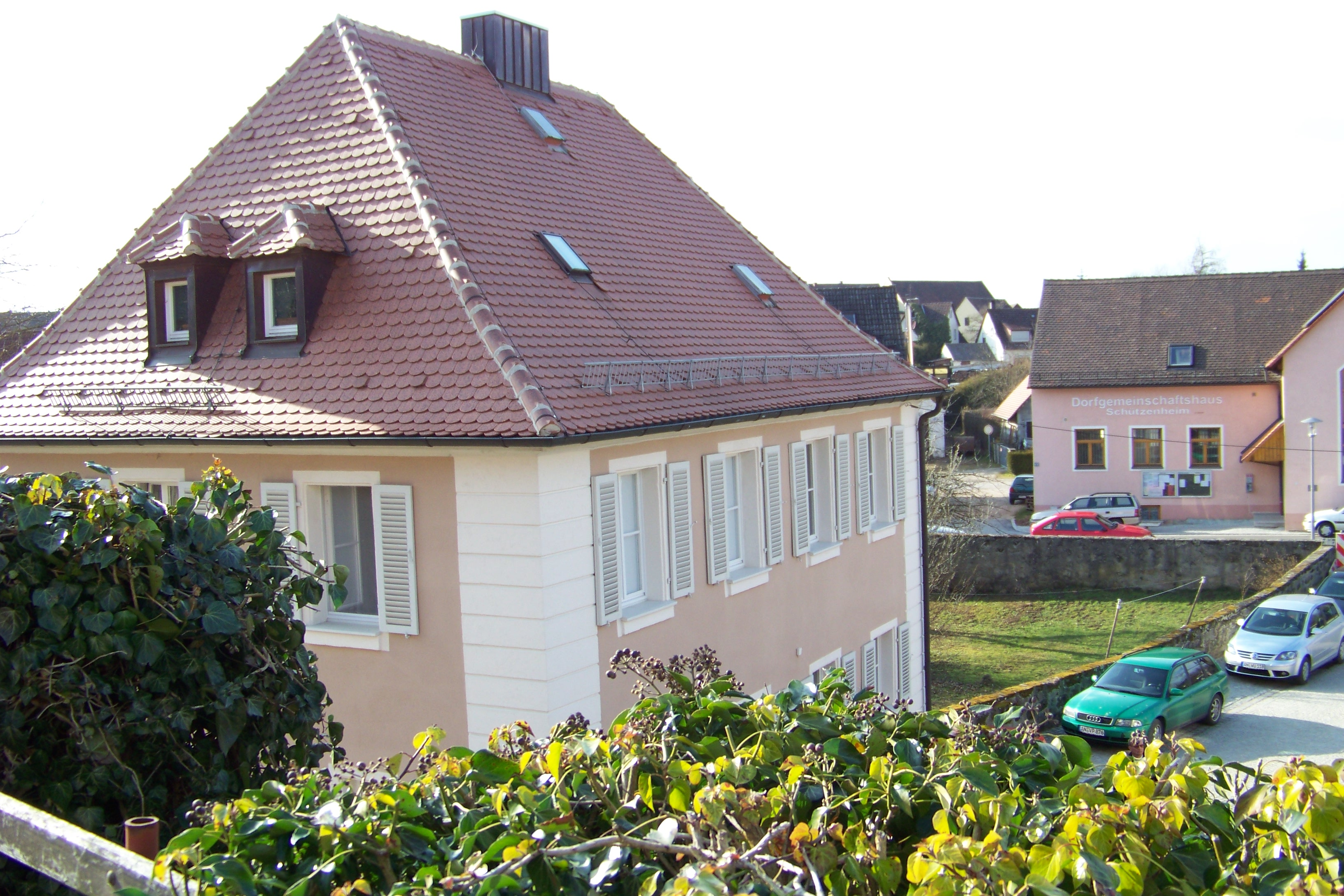
Pfarrhaus

Weißenbronn (fränkisch: Waisn-brunn) ist ein Gemeindeteil der Stadt Heilsbronn im Landkreis Ansbach (Mittelfranken, Bayern). Die Gemarkung Weißenbronn hat eine Fläche von 7,312 km². Sie ist in 968 Flurstücke aufgeteilt, die eine durchschnittliche Fläche von 7553,45 m² haben. In ihr liegen neben dem namensgebenden Ort die Gemeindeteile Betzmannsdorf und Triebendorf.

## Geografie
An das Pfarrdorf schließt sich unmittelbar östlich Betzmannsdorf an. Im Ort entspringt das Weißenbronner Bächlein, der bei Göddeldorf als rechter Zufluss in die Schwabach mündet. Südwestlich liegt der Weißenbronner Wald mit dem Grubenberg, südöstlich liegt das Waldgebiet Betzenlohe.
Die Kreisstraße AN 17 führt nach Heilsbronn (2 km nordwestlich) bzw. nach Triebendorf (3 km südöstlich). Die Kreisstraße AN 29 führt an Betzmannsdorf vorbei nach Göddeldorf (3 km nordöstlich). Gemeindeverbindungsstraßen verlaufen über den Butzenhof nach Weiterndorf (1,3 km nördlich) und nach Mausendorf (1,8 km südwestlich).

## Geschichte
Erstmals urkundlich erwähnt wurde der Ort als „Wizenbrunnen“ im Jahre 1286. Es gab die Schreibweisen „Witzenbrun“ (1318), „Wiesenbrunn“ (1322), „Weißenbrunn“ (1337). Der Ortsname leitet sich von einem gleichnamigen Gewässernamen ab, der eine helle, klare Quelle bezeichnet (heute als Weißenbronner Bächlein bezeichnet). Im frühen 14. Jahrhundert wurde eine Kirche erbaut, die 1337 konsekriert und dem Erzengel Michael geweiht wurde.
Das Kloster Heilsbronn kam nach und nach bis zu Beginn des 16. Jahrhunderts in den Besitz sämtlicher 38 Anwesen und auch des Pfarrpatronats. Schon lange vor diesen Erwerbungen stand dem Kloster die Jurisdiktion im Ort zu.
Gemäß dem 16-Punkte-Bericht des Oberamts Windsbach von 1608 gab es in Weißenbronn 37 Mannschaften: Die vier Bauern und 33 Köbler hatten das Klosterverwalteramt Heilsbronn als Grundherrn. Außerdem gab es ein Gemeindehirtenhaus und das Pfarrhaus. Das Hochgericht übte das brandenburg-ansbachische Kasten- und Stadtvogteiamt Windsbach aus. Im 16-Punkte-Bericht des Klosteramts Heilsbronn von 1608 wurden für Weißenbronn 38 Mannschaften angegeben (4 Bauern und 34 Köbler).
Im Dreißigjährigen Krieg wurden einige Gebäude beschädigt, darunter auch die Kirche und das Mesnerhaus; die Einwohner wurden von durchziehenden Truppen immer wieder beraubt und zu deren Einquartierung genötigt. Im Gegensatz zu den umliegenden Orten erholte sich Weißenbronn nach Kriegsende ziemlich rasch. Dafür waren nicht zuletzt die rund 250 Glaubensflüchtlinge aus Österreich verantwortlich, die im Gebiet der Pfarrei eine neue Heimat fanden.
Im Jahre 1716 wurde die St.-Michaels-Kirche mit den Steinen und Ziegeln der zerstörten St.-Stephans-Kapelle in Wollersdorf restauriert. 1738 wurde ein Pfarrhaus errichtet, in das ebenfalls Steine und Ziegel der Kirchenruine verbaut wurden.
Gegen Ende des 18. Jahrhunderts gab es in Weißenbronn 40 Anwesen (2 Höfe, 3 Halbhöfe, 1 Halbhof mit Wirtschaft, 1 Gut, 23 Gütlein, 1 Gütlein mit Feuerrecht, 1 Gütlein mit Badstube, 2 Schmieden, 6 Tropfhäuser). Das Hochgericht übte das Kasten- und Stadtvogteiamt Windsbach aus. Die Dorf- und Gemeindeherrschaft und Grundherrschaft über alle Anwesen hatte das Klosterverwalteramt Heilsbronn. Neben den Anwesen gab es noch kirchliche Gebäude (Kirche, Pfarrhaus) und kommunale Gebäude (Schulhaus, Hirtenhaus). Es gab zu dieser Zeit 39 Untertansfamilien. Von 1797 bis 1808 unterstand der Ort dem Justiz- und Kammeramt Windsbach.
Im Jahre 1806 kam Weißenbronn an das Königreich Bayern. Im Rahmen des Gemeindeedikts wurde im Jahr 1808 der Steuerdistrikt Weißenbronn gebildet, zu dem Betzmannsdorf, Göddeldorf, Müncherlbach, Seitendorf, Trachenhöfstatt, Triebendorf und Weißenbronn gehörten. Die Ruralgemeinde Weißenbronn entstand im Jahr 1810 und war deckungsgleich mit dem Steuerdistrikt. Sie war in Verwaltung und Gerichtsbarkeit dem Landgericht Heilsbronn zugeordnet und in der Finanzverwaltung dem Rentamt Windsbach. Mit dem Zweiten Gemeindeedikt (1818) wurden drei Ruralgemeinden gebildet:
- Ruralgemeinde Müncherlbach,
- Ruralgemeinde Seitendorf mit Göddeldorf und Trachenhöfstatt,
- Ruralgemeinde Weißenbronn mit Betzmannsdorf und Triebendorf.[18]

Von 1862 bis 1879 gehörte Weißenbronn zum Bezirksamt Heilsbronn, ab 1880 zum Bezirksamt Ansbach (1939 in Landkreis Ansbach umbenannt) und zum Rentamt Heilsbronn (1919–1929: Finanzamt Heilsbronn, seit 1929: Finanzamt Ansbach). Die Gerichtsbarkeit blieb beim Landgericht Heilsbronn (1879 in Amtsgericht Heilsbronn umbenannt), seit 1956 ist das Amtsgericht Ansbach zuständig. Die Gemeinde hatte eine Gebietsfläche von 7,238 km². Im Zuge der Gebietsreform in Bayern wurde diese am 1. Mai 1978 nach Heilsbronn eingemeindet.

### Baudenkmäler
In Weißenbronn gibt es sieben Baudenkmäler:
- Evangelisch-lutherische Pfarrkirche St. Michael
- Sonnenstraße 15a: Ehemaliges Forsthaus
- Talstraße 4: Fachwerkscheune, 17./18. Jahrhundert
- Talstraße 6: Pfarrhaus, erbaut 1738/39
- Talstraße 14: eingeschossiger Bau, 17./18. Jahrhundert, mit Fachwerkgiebel und Krangaube
- Wollersdorfer Straße 5: Ehemaliges Schulhaus mit Nebengebäude
- Martersäule aus Sandstein mit Kreuzrelief, 17./18. Jahrhundert, westlich des Ortes an der Straße nach Heilsbronn an der Gemarkungsgrenze

### Einwohnerentwicklung
Gemeinde Weißenbronn
| Jahr      | 1818   | 1840   | 1852   | 1855   | 1861   | 1867   | 1871   | 1875   | 1880   | 1885   | 1890   | 1895   | 1900   | 1905   | 1910   | 1919   | 1925   | 1933   | 1939   | 1946   | 1950   | 1952   | 1961   | 1970   |
| Einwohner | 331    | 366    | 390    | 386    | 399    | 417    | 432    | 431    | 409    | 444    | 413    | 420    | 402    | 385    | 424    | 434    | 440    | 414    | 385    | 547    | 537    | 484    | 421    | 392    |
| Häuser    | 65     | 68     |        |        |        |        | 78     |        |        | 82     | 81     |        | 83     |        |        |        | 79     |        |        |        | 80     |        | 85     |        |
| Quelle    | [ 24 ] | [ 25 ] | [ 26 ] | [ 26 ] | [ 27 ] | [ 28 ] | [ 29 ] | [ 30 ] | [ 31 ] | [ 32 ] | [ 33 ] | [ 34 ] | [ 35 ] | [ 34 ] | [ 36 ] | [ 34 ] | [ 37 ] | [ 34 ] | [ 34 ] | [ 34 ] | [ 38 ] | [ 34 ] | [ 19 ] | [ 39 ] |

Ort Weißenbronn
| Jahr      | 001818 | 001840 | 001861 | 001871 | 001885 | 001900 | 001925 | 001950 | 001961 | 001970 | 001987 | 002007 | 002016 |
| Einwohner | 265    | 233    | 315    | 337    | 337    | 310    | 350    | 405    | 338    | 295    | 374    | 408    | 429    |
| Häuser    | 53     | 56     |        |        | 65     | 67     | 63     | 64     | 67     |        | 92     |        |        |
| Quelle    | [ 24 ] | [ 25 ] | [ 27 ] | [ 29 ] | [ 32 ] | [ 35 ] | [ 37 ] | [ 38 ] | [ 19 ] | [ 39 ] | [ 40 ] |        | [ 1 ]  |

## Religion
Weißenbronn ist seit der Reformation evangelisch-lutherisch geprägt und Sitz der Pfarrei St. Michael. Die Einwohner römisch-katholischer Konfession sind nach Unserer Lieben Frau gepfarrt.

## Persönlichkeiten
- Georg M. Hahn (1848–1923), Kapellmeister in Weißenbronn
- Michael Raab (1601–1667), Pfarrer und Dekan, geboren in Weißenbronn